# 아우크스부르거 슈트라세역
아우크스부르거 슈트라세역(U-Bahnhof Augsburger Straße)은 베를린 샤를로텐부르크빌머스도르프구 샤를로텐부르크에 있는 U3의 역이다. 뉘른베르거 슈트라세(Nürnberger Straße)와 아우크스부르거 슈트라세의 교차점에 역이 설치되어 있다.
슈피헤른슈트라세역이 건설되면서 과거에 있었던 뉘른베르거 플라츠역과의 역간거리가 너무 짧아져서, 이 역의 기능을 대체하는 역으로 1960년부터 1961년까지 건설되었다. 역사 외벽은 오렌지색 타일로 마감되었다. 승강장 아래쪽으로 횡단할 수 있는 터널이 건설되어 있다. 과거 뉘른베르거 플라츠역이 있었던 자리에는 인상선이 설치되었다.
2022년 12월 16일 바르샤우어 슈트라세 방면 승강장으로 첫 엘리베이터가 설치되었다. 크루메 랑케 방면 승강장으로는 2023년 여름에 엘리베이터가 설치될 예정이다.

## 인접 철도역
| 베를린 지하철 3호선               | 베를린 지하철 3호선 | 베를린 지하철 3호선                       |
| --------------------------------- | ------------------- | ----------------------------------------- |
| 슈피헤른슈트라세 크루메 랑케 방면 | U3                  | 비텐베르크플라츠 바르샤우어 슈트라세 방면 |